# La Insidia
La Insidia es un conjunto escultórico a modo de fuente de agua en la ciudad de Quito D.M., capital de Ecuador. Popularmente conocido con el nombre de Pileta de las Focas, su emplazamiento actual se encuentra en una glorieta distribuidora de tráfico en la intersección de las avenidas Patria y 12 de Octubre, frente a la Casa de la Cultura Ecuatoriana en el sector de La Mariscal, al centro-norte de la urbe.
Obra del artista quiteño Antonio Salgado en 1923, la escultura de corte academicista representa a una figura femenina de torso desnudo que sostiene con repudio una serpiente entre sus manos, aludiendo posiblemente al pasaje del libro bíblico del Génesis, en el que Eva es tentada por el demonio en forma de ese reptil. Se levanta sobre una piedra circular flanqueada por cuatro focas de bronce y cinco jarrones del mismo material.

El conjunto se ubicó originalmente al interior del parque 24 de Mayo, actualmente conocido como El Ejido, y en 1922 fue trasladado a una glorieta ya desaparecida en el punto donde se encontraban las avenidas Patria, 10 de Agosto y Alfredo Pérez Guerrero. En 1971 se inició la construcción del intercambiador en la intersección que ocupaba la fuente, que hoy es conocido como Puente del Guambra, y por ello se la trasladó al otro extremo de la avenida, donde permanece hasta el día de hoy.